# Takagiella hankukensis
Takagiella hankukensis är en insektsart som beskrevs av Kae Kyoung Kwon och Lee 1979. Takagiella hankukensis ingår i släktet Takagiella och familjen dvärgstritar. Inga underarter finns listade i Catalogue of Life.